# Serrig
Serrig ist eine Ortsgemeinde im Landkreis Trier-Saarburg in Rheinland-Pfalz. Sie gehört der Verbandsgemeinde Saarburg-Kell an.

## Geographische Lage
Das Winzerdorf liegt bei Saarburg an der Saar.
Folgende Wohnplätze gehören zur Ortsgemeinde: Domäne, In der Wallachei, Hofgut Serrig, Jagdhaus Neunhäuser (PLZ 54314), Schloss Saarfels, Schloss Saarstein und Weingut Würtzberg.

## Geschichte
Das Gebiet der heutigen Ortschaft war wohl schon in keltischer Zeit besiedelt, worauf der überlieferte Ortsname Serviacum aus dem Jahr 949 hindeutet. Andere Quellen weisen auf die Form serviaco aus dem Jahr 804 hin, der Heimatforscher Johann Jacob Hewer führt Seriacum aus dem Jahr 802 an. Letzteres stellte sich jedoch später als Falschdeutung heraus.
Die keltische Bebauung ist in Zusammenhang mit der auf der gegenüberliegenden Saarseite liegenden befestigten Bergsiedlung (heute: Kastel-Staadt) zu sehen. Auch römische Spuren wurden in Serrig gefunden. Am Ortsende saaraufwärts befindet sich das sogenannte Widderthäuschen, ein römisches Grabmal aus dem 2. oder 3. Jahrhundert n. Chr. Zu dieser Zeit gab es dort einige römische Landgüter.
Am 18. Juli 1946 wurde Serrig gemeinsam mit weiteren 80 Gemeinden der Landkreise Trier und Saarburg dem im Februar 1946 von der übrigen französischen Besatzungszone abgetrennten Saargebiet angegliedert, das zu der Zeit nicht mehr dem Alliierten Kontrollrat unterstand. Am 6. Juni 1947 wurde diese territoriale Ausgliederung bis auf 21 Gemeinden wieder zurückgenommen, damit kam Serrig an das 1946 neugebildete Land Rheinland-Pfalz.

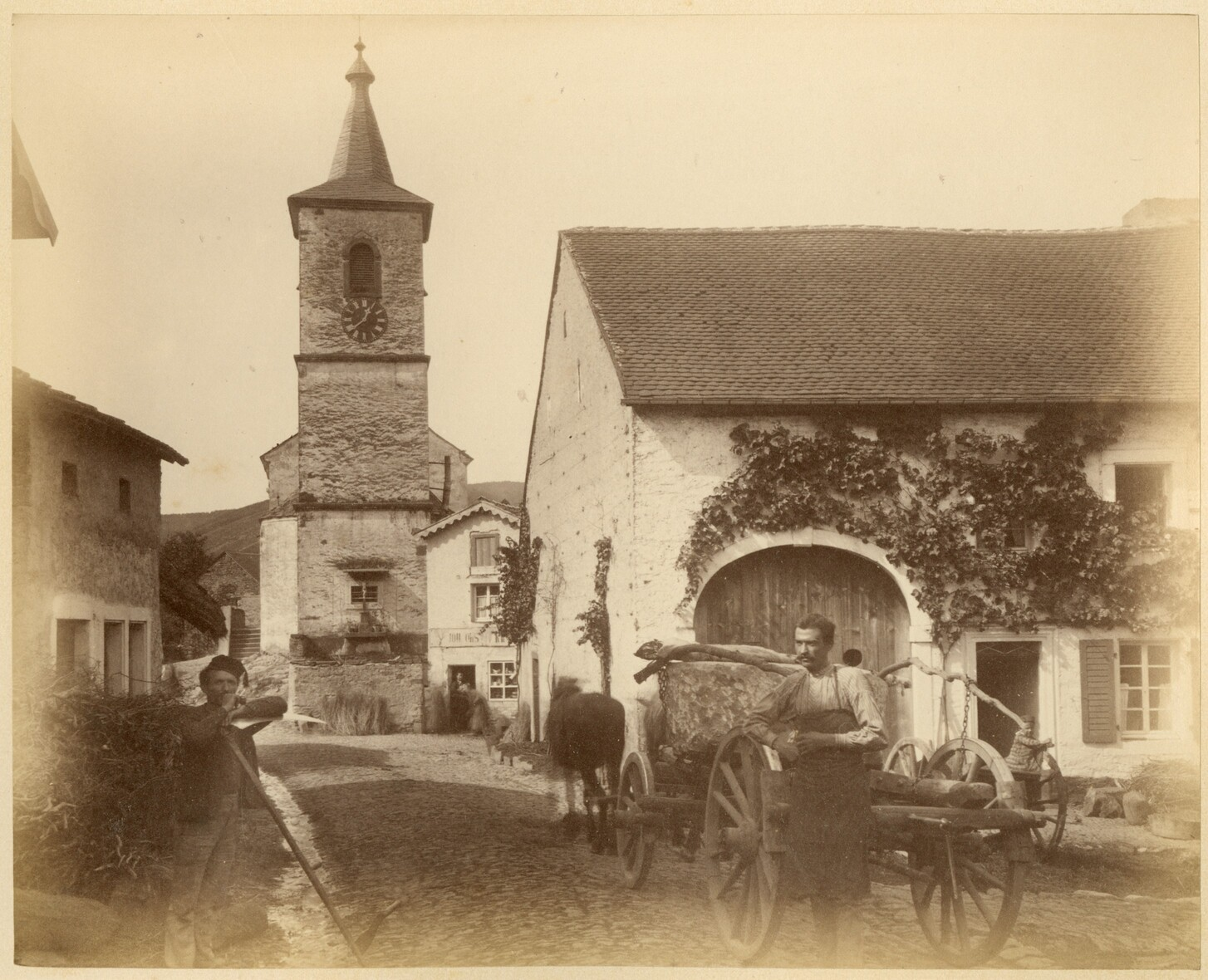
Serrig ca. 1855, Fotografie von Benjamin Brecknell Turner
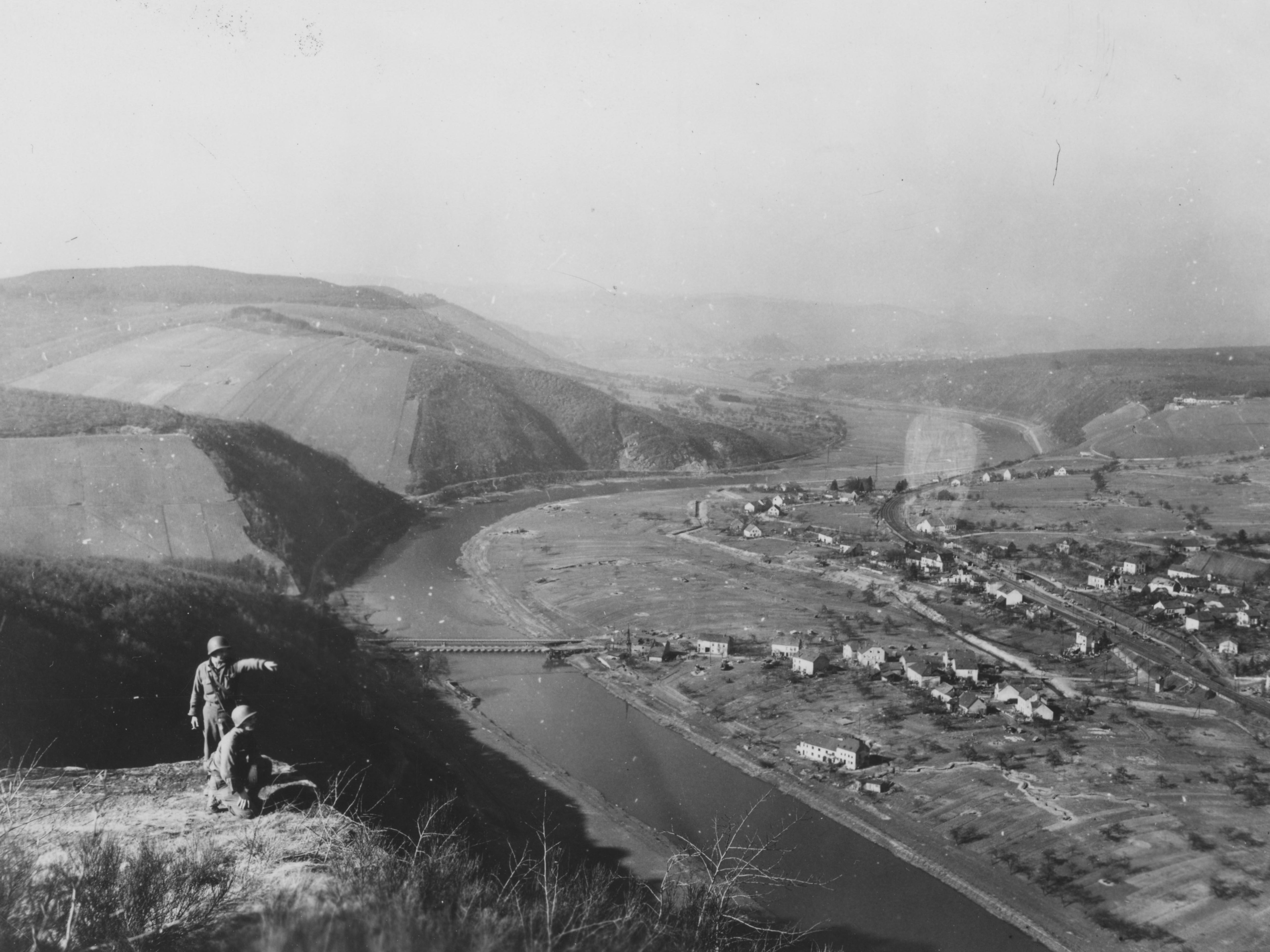
Serrig am 15. März 1945

## Religion
86 % der Einwohner von Serrig waren nach Ergebnissen des Zensus 2011 katholisch, 6 % evangelisch. Die katholische Pfarrei St. Martin in Serrig mit ihrer 1896 erbauten neugotischen Pfarrkirche gehört zum Dekanat Konz-Saarburg des Bistums Trier. Für die Protestanten ist die Evangelische Kirchengemeinde Saarburg im Kirchenkreis Trier der Evangelischen Kirche im Rheinland zuständig.

## Politik

### Gemeinderat
Der Ortsgemeinderat in Serrig besteht aus 16 Ratsmitgliedern, die bei der Kommunalwahl am 9. Juni 2024 in einer personalisierten Verhältniswahl gewählt wurden, und der ehrenamtlichen Ortsbürgermeisterin als Vorsitzender.
Die Sitzverteilung im Ortsgemeinderat:
| Wahl | SPD | CDU | FBL | Gesamt   |
| ---- | --- | --- | --- | -------- |
| 2024 | 2   | 5   | 9   | 16 Sitze |
| 2019 | 3   | 6   | 7   | 16 Sitze |
| 2014 | 4   | 6   | 6   | 16 Sitze |
| 2009 | 3   | 6   | 7   | 16 Sitze |
| 2004 | 3   | 5   | 8   | 16 Sitze |

- FBL = Freie Bürgerliste Serrig e. V.

### Ortsbürgermeister
Vanessa Hallmanns (FBL) wurde am 18. September 2024 Ortsbürgermeisterin von Serrig. Bei der Direktwahl am 9. Juni 2024 hatte sie sich mit einem Stimmenanteil von 55,3 % gegen einen Mitbewerber von der CDU durchgesetzt.
Ihre Vorgänger: Nach dem Rücktritt des Ortsbürgermeisters Franz-Josef Neises nach 18 Jahren Amtszeit wählte Serrig am 1. April 2012 einen neuen Ortsbürgermeister. Zur Wahl standen Egbert Adam (CDU) und Ulf Milanese (SPD). Mit 51,14 % der Stimmen wurde Egbert Adam gewählt und am 20. April zum Ortsbürgermeister ernannt. Egbert Adam wurde am 25. Mai 2014 wiedergewählt. Seine Amtszeit endete am 24. Juni 2019 mit dem Amtsantritt von Karl-Heinz Pinter (FBL), der bei der Kommunalwahl am 26. Mai 2019 mit 89,61 % der Stimmen zum neuen Bürgermeister gewählt worden war. Zur Wahl 2024 trat Karl-Heinz Pinter nicht erneut als Ortsbürgermeister an.

## Sehenswürdigkeiten
In Serrig befinden sich die südlichsten Weinberge an der Saar, daher wird es als das „Tor zum Saarwein“ bezeichnet. Auf über 90 Prozent der Rebanbaufläche wird die Sorte Riesling angebaut.
Geprägt wird das Ortsbild durch die katholische Pfarrkirche St. Martin (1895), das hoch über dem Ort gelegene Schloss Saarfels (ehemalige Sektkellerei), Schloss Saarstein und die ehemalige staatliche Weinbaudomäne, die sich über der Gemeinde inmitten von Weinbergen befindet. Die Anbauflächen wurde bis in die 1980er Jahre mit einer Feldbahn (Feuriger Elias) bewirtschaftet. Sie ist heute am Ortseingang, von Saarburg kommend, ausgestellt.
In Serrig befindet sich das Hofgut, eine Außenstelle der Lebenshilfe-Werke Trier GmbH. Es umfasst Wohn- und Arbeitsstätten für mehr als 165 Menschen mit und ohne Behinderung. Das Hofgut Serrig produziert nach ökologischen Gesichtspunkten Fleisch (Schweine, Rinder, Gänse, Hühner), Obst und Beeren, Gemüse (Kartoffeln, Spargel, Salat, …) und verfügt über eine Schreinerei, Korbflechterei, Töpferei, Berufsbildungsbereich, und mehrere Montagen. In einem Hofgutladen können die Produkte erworben werden. Ebenso gibt es die Weinbergsfeldbahn, die mit Unterstützung der Feldbahnfreunde Serrig e. V. betrieben wird.
Das Hofgut bietet außerdem Stellen für das „Freiwillige Soziale Jahr“ (FSJ), „Freiwillige ökologische Jahr“ (FöJ) und auch für den Bundesfreiwilligendienst (Bufdi) an.
Serrig besitzt knapp 11 km² Waldflächen. Neben der forstwirtschaftlichen Verwendung dient der Serriger Wald auch der Erholung und für sportliche Aktivitäten (Walking, Mountainbiking).
Siehe auch: Liste der Kulturdenkmäler in Serrig

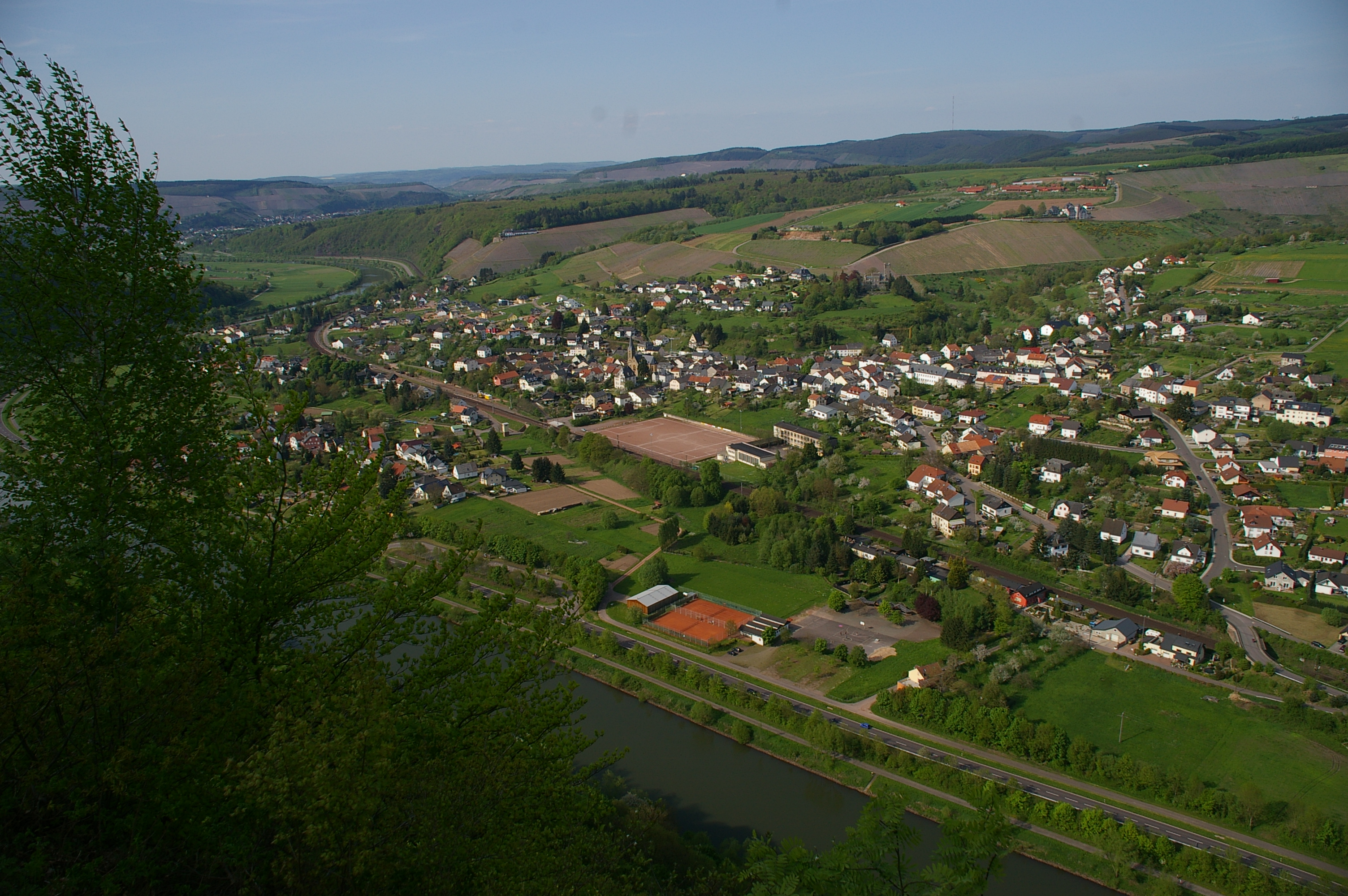
Ausblick von der Klause bei Kastel-Staadt auf Serrig, nördlicher Teil
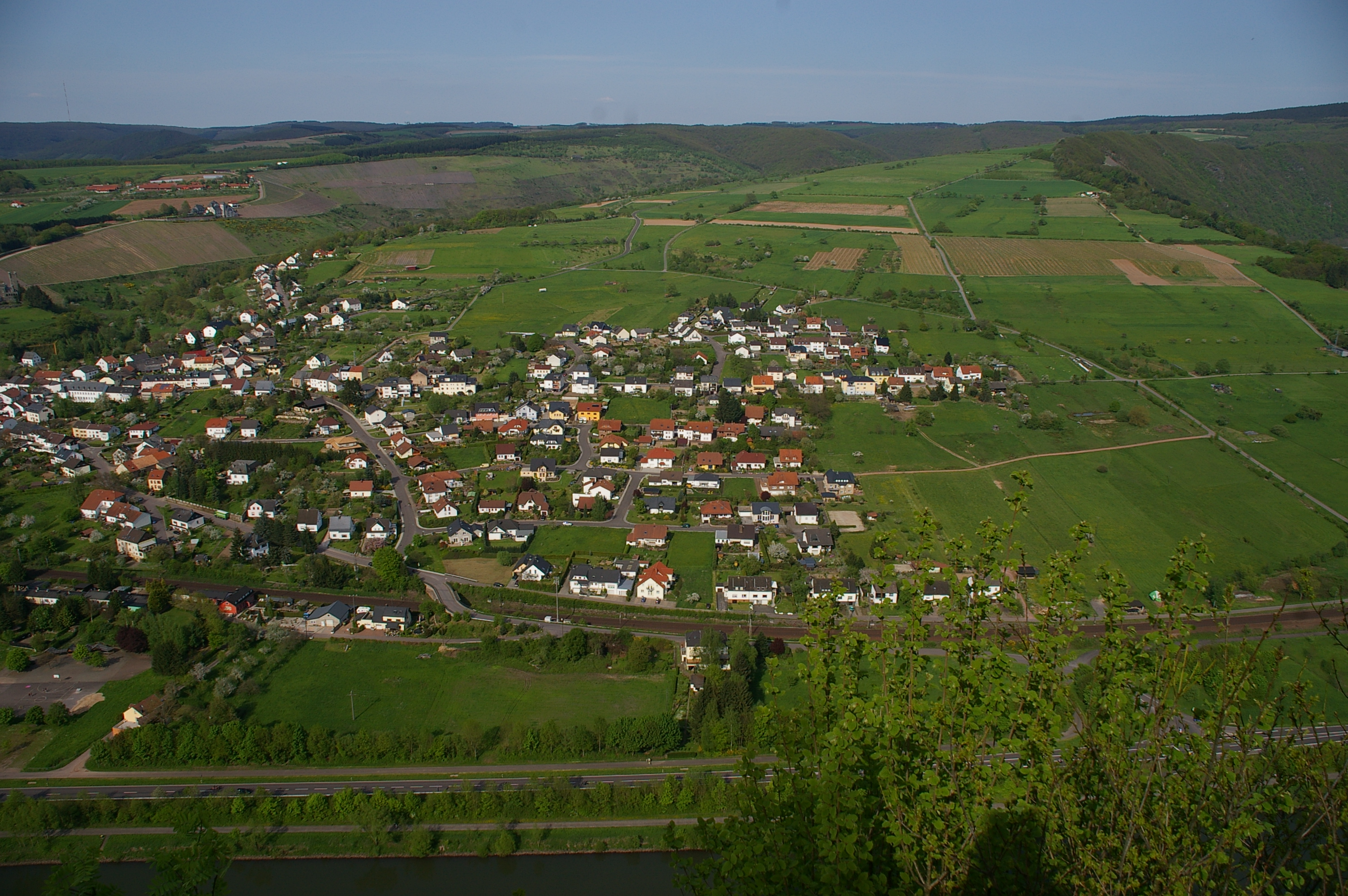
Ausblick von der Klause bei Kastel-Staadt auf Serrig, südlicher Teil
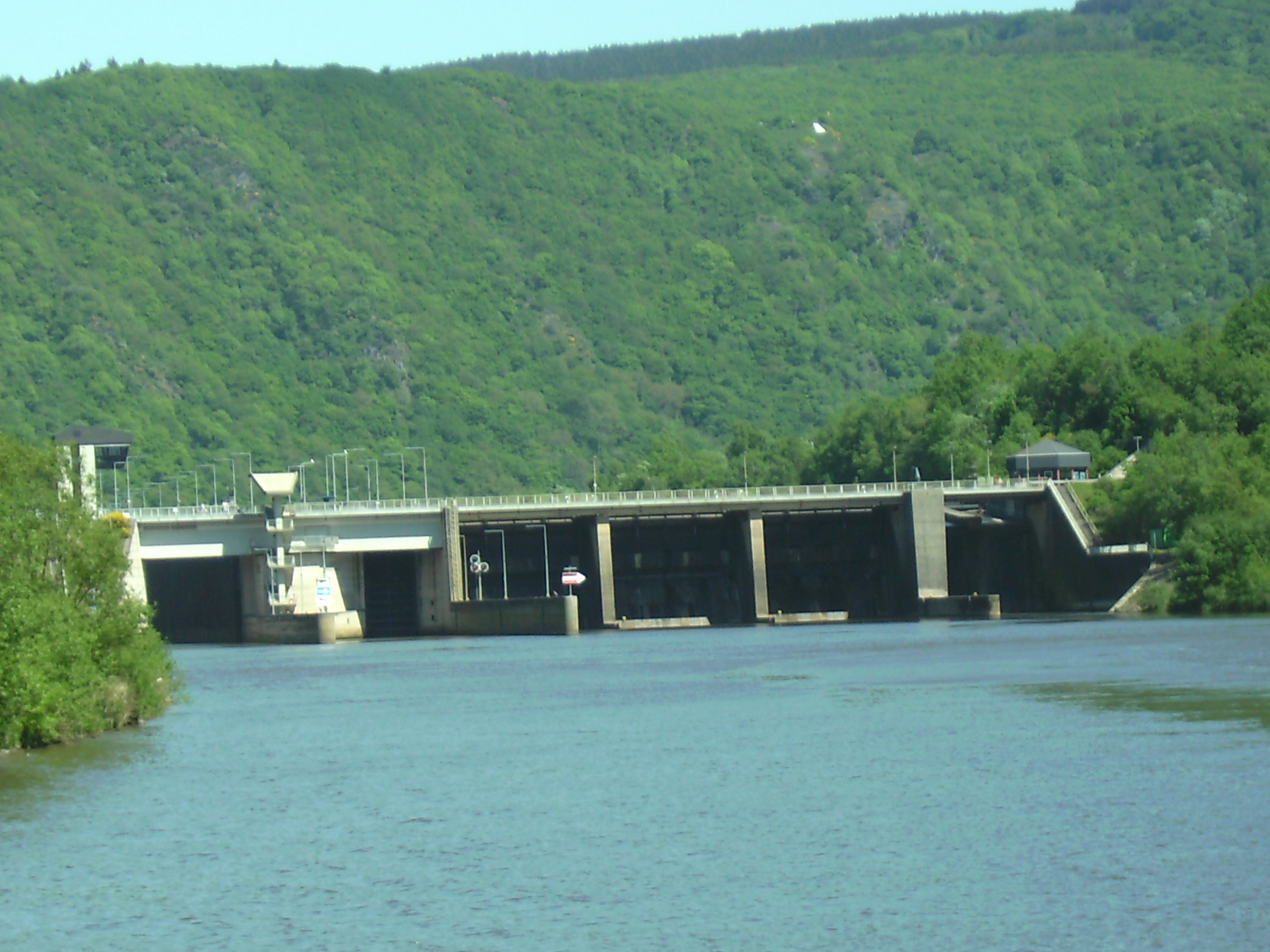
Staustufe Serrig
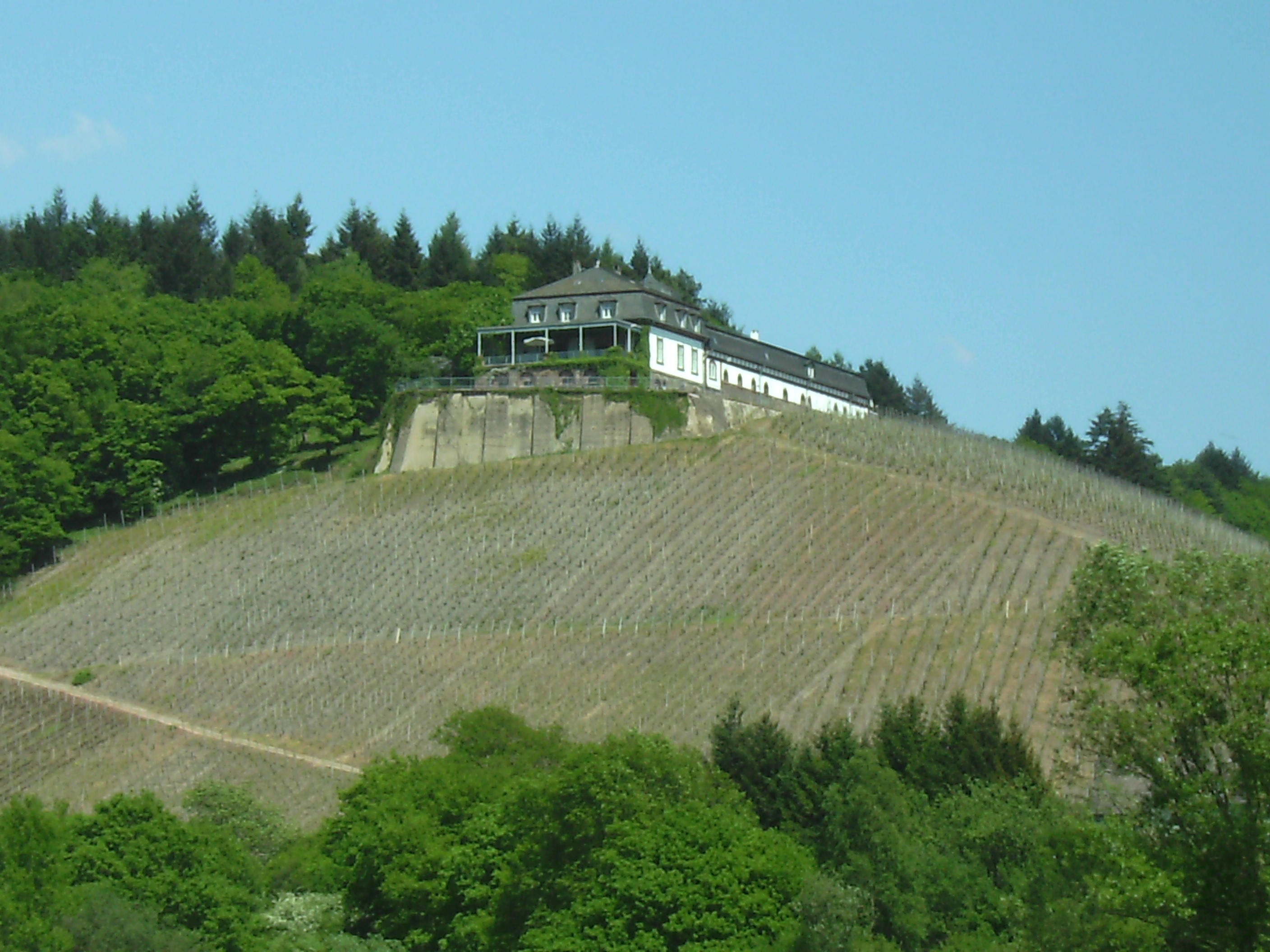
Weingut Schloss Saarstein
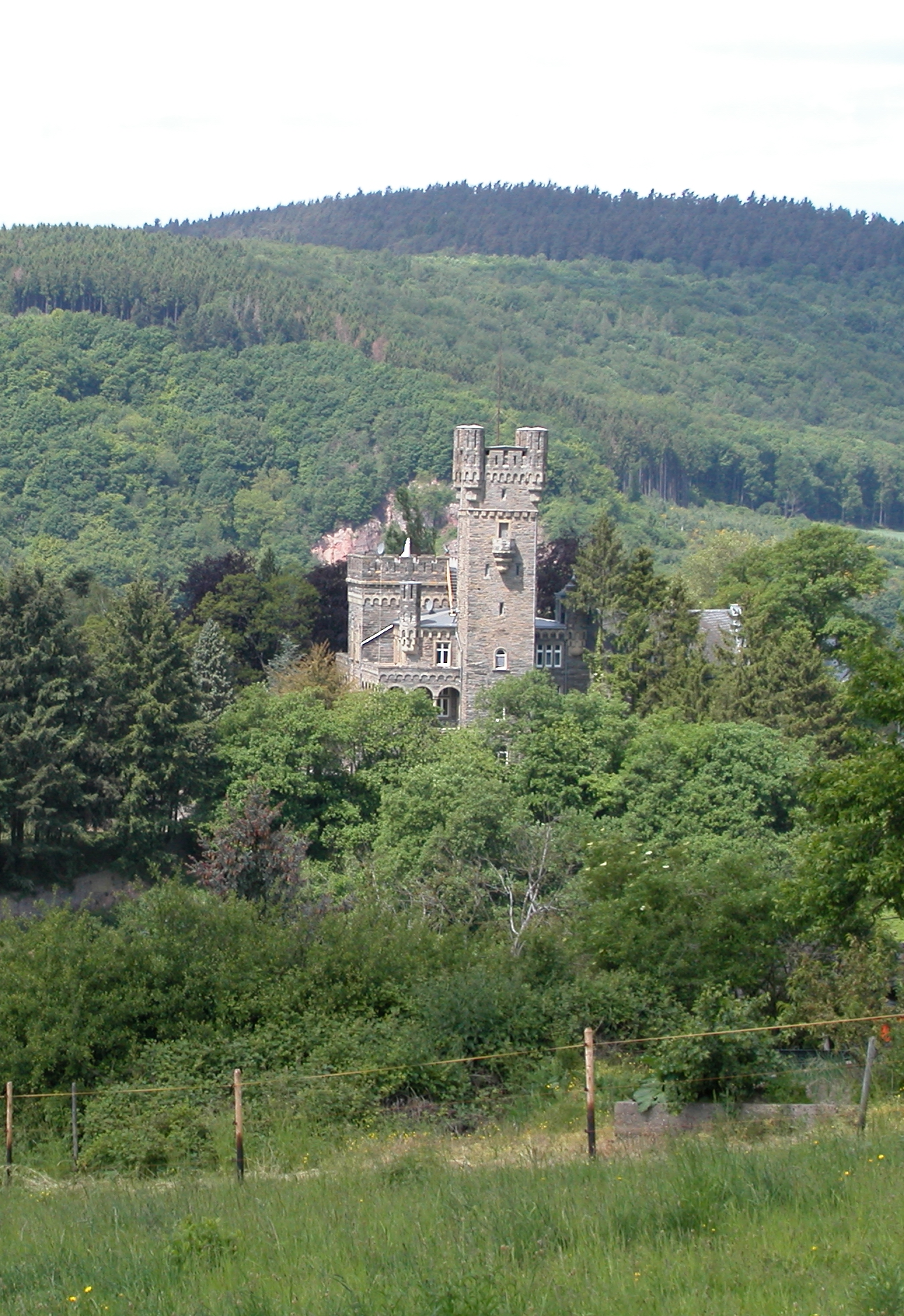
Weingut Schloss Saarfels
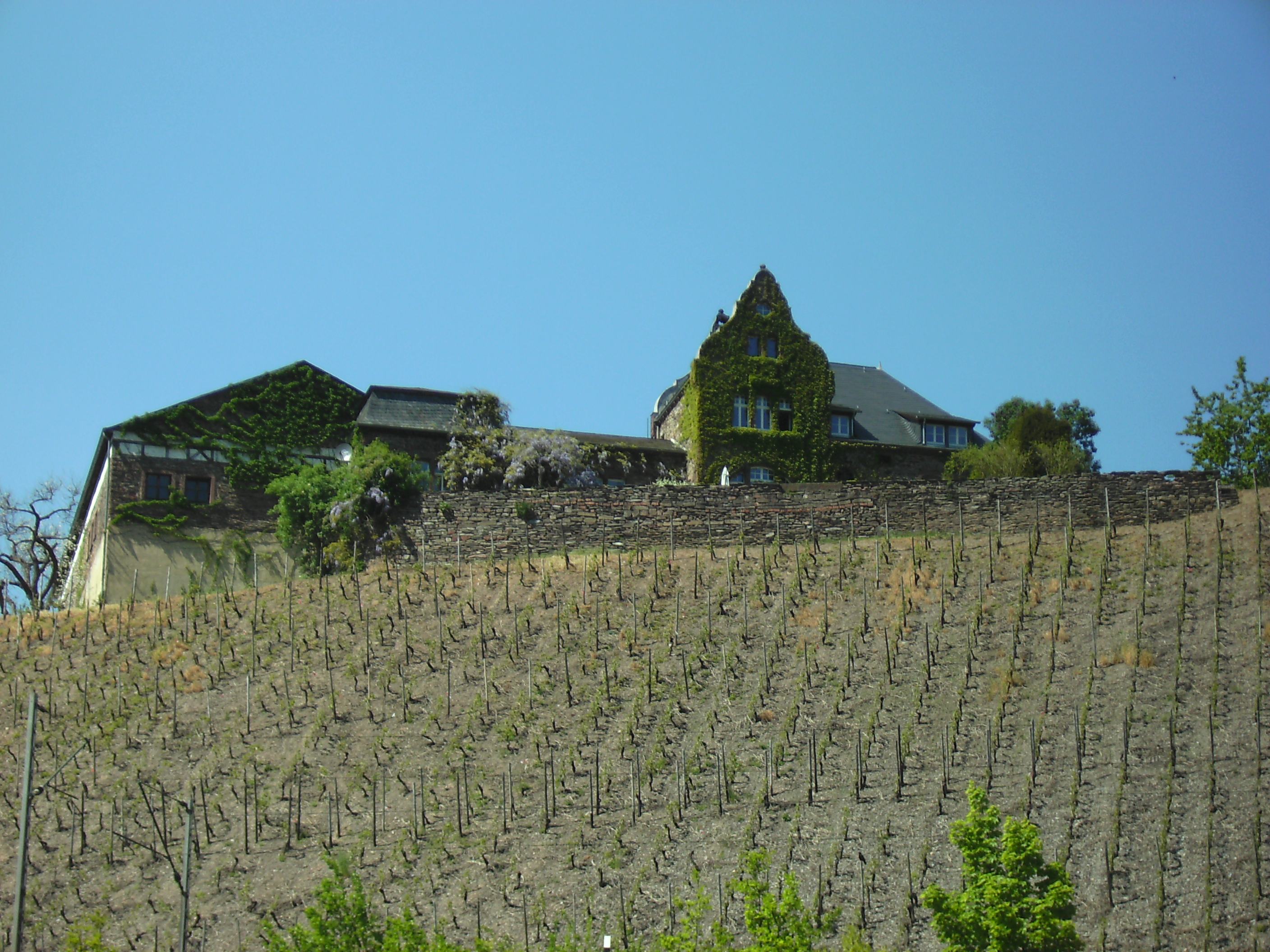
Weingut Würtzberg
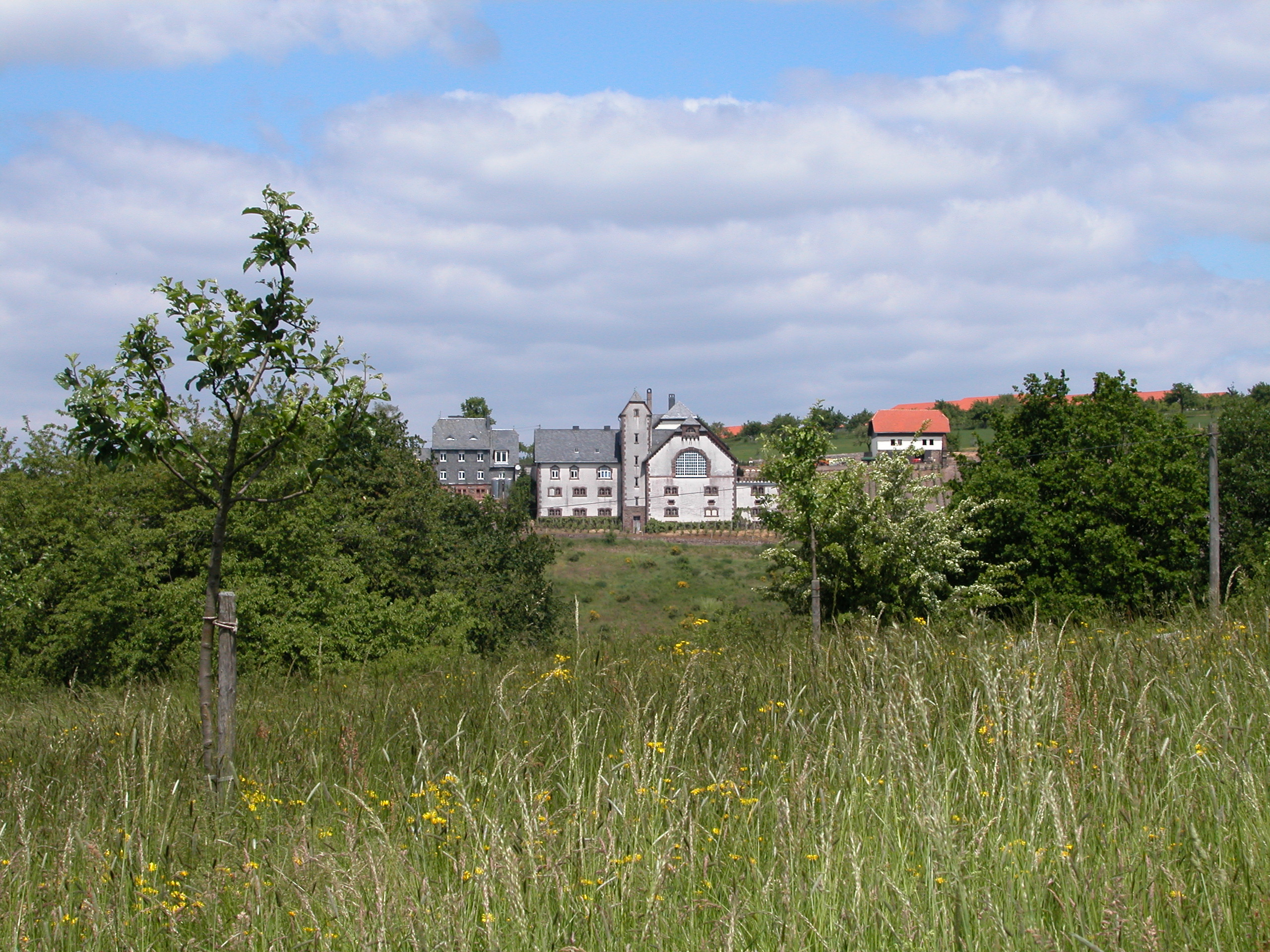
Ehemalige staatl. Weinbaudomäne
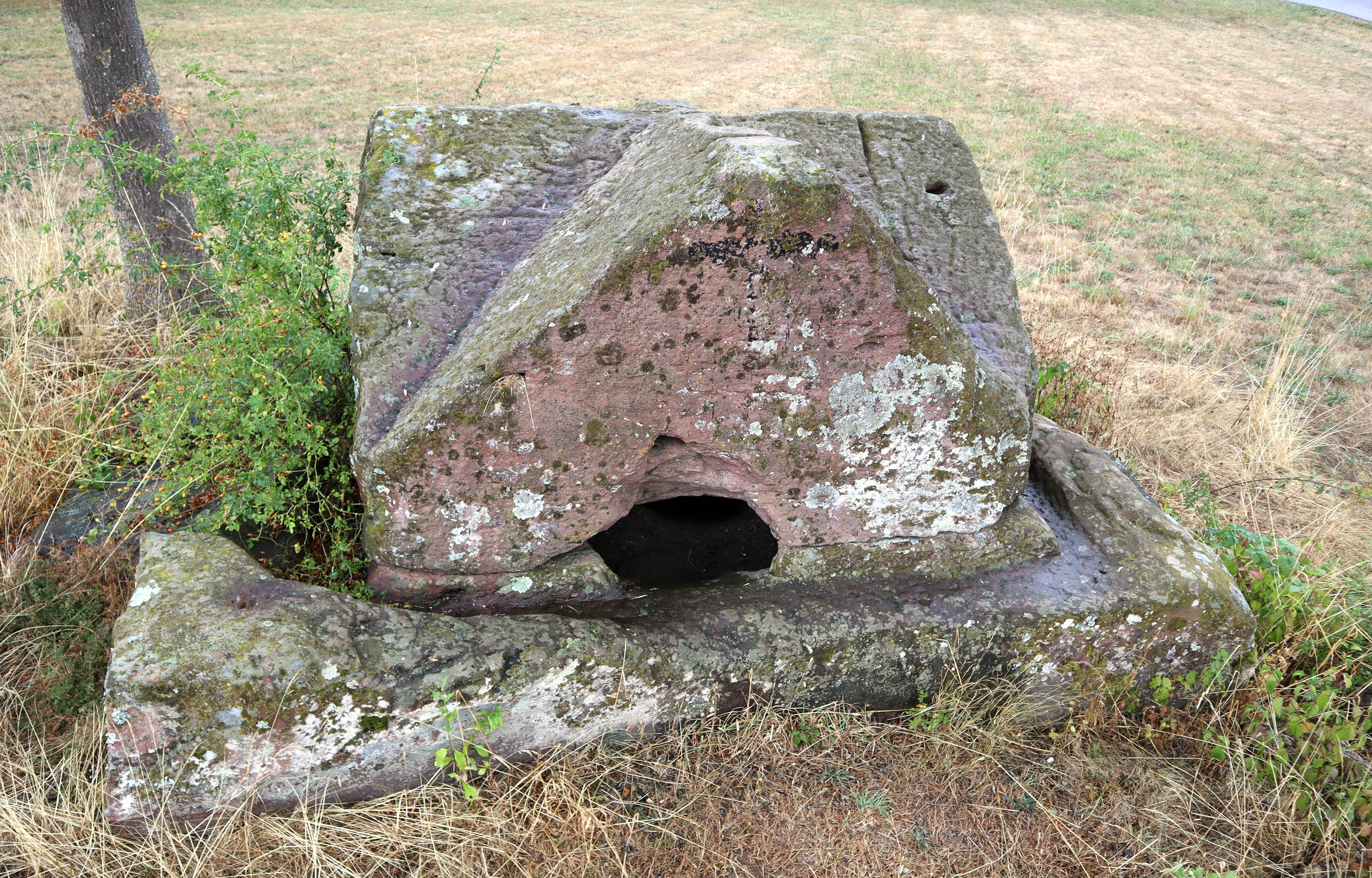
Römisches Grabmal, sog. „Widdertshäuschen“

## Wirtschaft und Infrastruktur

### Weinbau
Serrig gehört zum „Weinbaubereich Saar“ im Anbaugebiet Mosel. Im Ort sind elf Weinbaubetriebe tätig, die bestockte Rebfläche beträgt 66 ha. Etwa 97 % des angebauten Weins sind Weißweinrebsorten (Stand 2007).

### Verkehr
Serrig liegt an der Bundesstraße 51 Mettlach – Trier, die in den 1970er Jahren im Zuge der Saarkanalisierung verbreitert und ausgebaut wurde. Zudem ist Serrig Regionalbahn-Station an der Eisenbahnlinie Saarbrücken – Trier.

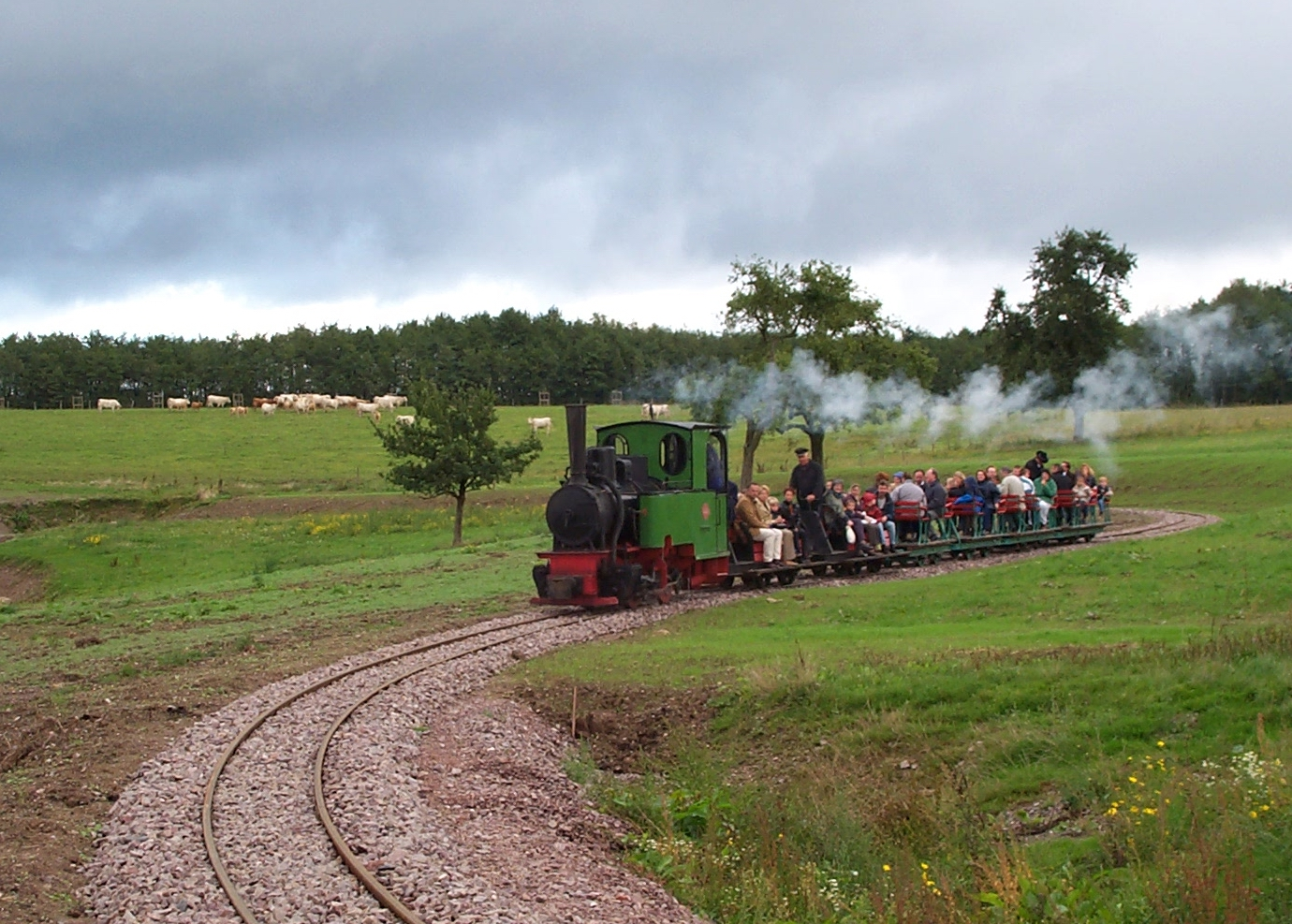
Gastlokomotive „Feuriger Elias“ auf der Feldbahn Serrig

Im Hofgut Serrig gibt es die als Museumsbahn betriebene Feldbahn Serrig.